# Tarsouat (kommun)
Tarsouat (franska: Tarsouat (CR), Tarsouat (Commune Rurale), arabiska: انفك) är en kommun i Marocko.   Den ligger i provinsen Tiznit och regionen Souss-Massa, i den centrala delen av landet, 500 km söder om huvudstaden Rabat. Antalet invånare är 3 073.